# Варильяс, Хуан Пабло
Хуан Пабло Варильяс (исп. Juan Pablo Varillas; род. 6 октября 1995, Лима) — перуанский профессиональный теннисист. Участник летних Олимпийских игр 2020 года. Бронзовый призёр Панамериканских игр 2019 года.

## Спортивная карьера
Варильяс начал свою профессиональную карьеру с турниров ITF Future Tour. Свой первый полноценный сезон он отыграл в 2014 году, где ему удалось выиграть свой первый титул в парном разряде. Год спустя он дебютировал за перуанскую команду в Кубке Дэвиса, но проиграл все три матча в одиночном разряде, а также уступил и в парном разряде. В последующие годы ему не удалось значительно подняться в мировом рейтинге, и только в 2017 году ему удалось войти в топ-500 в одиночном разряде.
В 2018 году он впервые завоевал титул чемпиона Future Level в одиночном разряде, что привело к дальнейшему повышению в мировом рейтинге. На Южноамериканских играх он выиграл бронзовую медаль в одиночном разряде, в парном разряде проиграл в финале и завоевал серебряную медаль.
Год спустя он участвовал в Панамериканских играх, которые проходили в Лиме. В одиночном разряде он проиграл в четвертьфинале Марсело Томасу Барриосу Вере, а в парном разряде со своим партнером Серхио Гальдосом он выиграл бронзовую медаль. В октябре 2019 года Варильяс одержал победы в двух турнирах ATP Challenger Tour. В 2021 году принимал участие в летних Олимпийских играх в Токио. В одиночном разряде в первом раунде уступил Диего Шварцману.
В 2022 году дебютировал на турнире Большого шлема, сыграв в матче первого круга на Открытом чемпионате Франции по теннису. В январе 2023 года вновь сыграл в первом круге на турнире Большого шлема в Австралии, где уступил Александру Звереву. На турнире ATP тура в Буэнос-Айресе, в феврале 2023 года, победив в квалификации, дошёл до полуфинала.

## Рейтинг на конец года
| Год  | Одиночный рейтинг | Парный рейтинг |
| 2023 | 83                |                |
| 2022 | 105               |                |
| 2021 | 129               | 379            |
| 2020 | 158               | 345            |
| 2019 | 143               | 348            |
| 2018 | 350               | 393            |
| 2017 | 493               | 852            |
| 2016 | 641               | 957            |
| 2015 | 655               | 914            |
| 2014 | 676               | 779            |
| 2013 | 1574 Т            | 1517 Т         |